# فتحي البكوش
فتحي البكوش (16 نوفمبر 1960) لاعب قوى تونسي, مختص في المسافات الطويلة.

## إنجازاته
في ألعاب البحر الأبيض المتوسط 1987، فاز فتحي بميداليتين؛ ذهبية وبرونزية.

## مواضيع ذات صلة
- تونس في الألعاب المتوسطية 1987

## روابط خارجية
- فتحي البكوش على موقع الاتحاد الدولي لألعاب القوى (الإنجليزية)
- فتحي البكوش على موقع اللجنة الأولمبية الدولية (الإنجليزية)
- فتحي البكوش على موقع أوليمبيديا (الإنجليزية)